# Oscil·lador RC

Un oscil·lador de canvi de fase.

Els circuits d'oscil·lador electrònic lineal, que generen un senyal de sortida sinusoïdal, estan formats per un amplificador i un element selectiu de freqüència, un filtre. Un circuit oscil·lador lineal que utilitza una xarxa RC, una combinació de resistències i condensadors, per a la seva part selectiva de freqüència s'anomena oscil·lador RC.

## Descripció

Un oscil·lador de doble T.

Els oscil·ladors RC són un tipus d'oscil·lador de retroalimentació; consisteixen en un dispositiu amplificador, un transistor, un tub de buit o un amplificador operatiu, amb part de la seva energia de sortida retornada a la seva entrada a través d'una xarxa de resistències i condensadors, una xarxa RC, per aconseguir una retroalimentació positiva, fent que es generi una tensió sinusoïdal oscil·lant. S'utilitzen per produir freqüències més baixes, sobretot freqüències d'àudio, en aplicacions com ara generadors de senyals d'àudio i instruments musicals electrònics. A radiofreqüències, s'utilitza un altre tipus d'oscil·lador de retroalimentació, l'oscil·lador LC, però a freqüències inferiors a 100 kHz la mida dels inductors i condensadors necessaris per a l'oscil·lador LC esdevé feixuc, i en el seu lloc s'utilitzen oscil·ladors RC. La seva manca d'inductors voluminosos també els fa més fàcils d'integrar en dispositius microelectrònics. Com que la freqüència de l'oscil·lador està determinada pel valor de resistències i condensadors, que varien amb la temperatura, els oscil·ladors RC no tenen una estabilitat de freqüència tan bona com els oscil·ladors de cristall.
La freqüència d'oscil·lació ve determinada pel criteri de Barkhausen, que diu que el circuit només oscil·larà a freqüències per a les quals el canvi de fase al voltant del bucle de retroalimentació sigui igual a 360° (2π radians) o un múltiple de 360°, i el guany del bucle. (l'amplificació al voltant del bucle de retroalimentació) és igual a un. El propòsit de la xarxa de retroalimentació RC és proporcionar el canvi de fase correcte a la freqüència oscil·lant desitjada, de manera que el bucle tingui un canvi de fase de 360 °, de manera que l'ona sinusoïdal, després de passar pel bucle, estarà en fase amb l'ona sinusoïdal al principi i reforçar-lo, donant lloc a una retroalimentació positiva. L'amplificador proporciona guany per compensar l'energia perduda a mesura que el senyal passa per la xarxa de retroalimentació, per crear oscil·lacions sostingudes. Sempre que el guany de l'amplificador sigui prou alt perquè el guany total al voltant del bucle sigui d'unitat o superior, el circuit generalment oscil·larà.
En els circuits d'oscil·lador RC que utilitzen un únic dispositiu amplificador inversor, com ara un transistor, un tub o un amplificador operacional amb la retroalimentació aplicada a l'entrada inversora, l'amplificador proporciona 180° del canvi de fase, de manera que la xarxa RC ha de proporcionar l'altre 180°. Com que cada condensador pot proporcionar un màxim de 90° de desfasament, els oscil·ladors RC requereixen almenys dos condensadors que determinen la freqüència al circuit (dos pols), i la majoria en tenen tres o més, amb un nombre comparable de resistències.